# Zoosystematica Rossica
Zoosystematica Rossica – rosyjskie, anglojęzyczne, recenzowane czasopismo naukowe otwartego dostępu publikujące w dziedzinie zoologii.
Czasopismo to wydawane jest przez Instytut Zoologiczny Rosyjskiej Akademii Nauk. Ukazuje się od 1992 roku. Jego założycielem był Izjasław Kerżner, który pełnił funkcję jego redaktora naczelnego w latach 1992–2007. Pismo wychodzi dwa razy do roku: w czerwcu i grudniu. Ponadto nieregularnie ukazują się suplementy. Artykuły dotyczą wszelkich aspektów zoologii systematycznej grup współczesnych jak i wymarłych. Publikowane są opisy nowych taksonów, rewizje taksonomiczne, przeglądy, prace dotyczące nomenklatury, metodologii taksonomii i filogenetyki, nowe rekordy faunistyczne, katalogi, checklisty, klucze do oznacznania oraz analizy filogenetyczne i zoogegraficzne.
W 2017 roku jego wskaźnik cytowań wynosił według Scimago Journal & Country Rank wyniósł 0,37.